# Five Finger Death Punch
Five Finger Death Punch (parfois abrégé FFDP ou 5FDP ) est un groupe américain de groove metal, originaire de Las Vegas, dans le Nevada. Formé en 2005 par le guitariste d'origine hongroise Zoltán Báthory, le groupe se compose d'Ivan Moody au chant, Charlie Engen à la batterie, Chris Kael à la basse et Andy James à la guitare. Le nom Five Finger Death Punch est une référence au cinéma d’arts martiaux, et en particulier à la fameuse « Five Point Palm Exploding Heart Technique » du film Kill Bill de Quentin Tarantino.

## Historique

### Débuts etThe Way of the Fist(2005–2008)

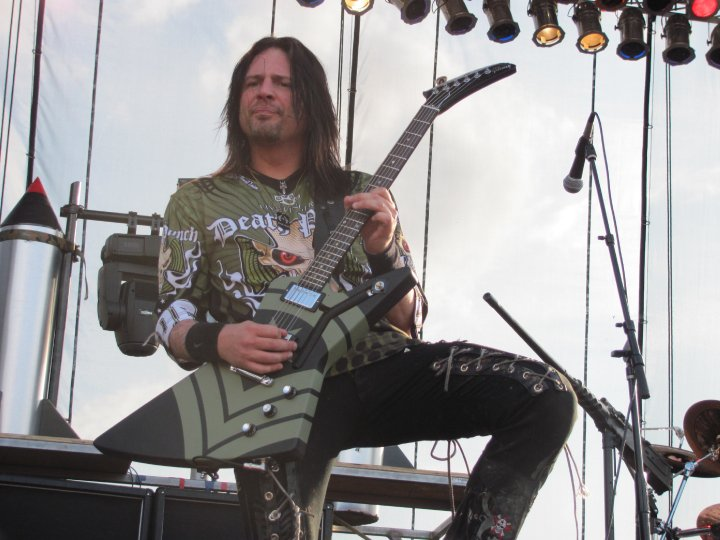
Jason Hook, remplaçant du guitariste Darrell Roberts en 2009.

Five Finger Death Punch se forme en 2005 par l'ancien bassiste d'U.P.O, le guitariste Zoltan Báthory et le batteur Jeremy Spencer, Zoltan ayant nommé le groupe inspiré par les films sur les arts martiaux. Ce dernier s'entoure de l'ancien chanteur du groupe Motograter Ivan Moody, de l'ancien batteur de W.A.S.P. Jeremy Spencer, de Matt Snell à la basse et du guitariste Caleb Bingham. Rapidement Bingham est remplacé par le guitariste de W.A.S.P. Darrell Roberts qui, à son tour, quitte le groupe en 2007, remplacé par Jason Hook.
À la fin de 2006, leur premier album, The Way of the Fist est enregistré et entièrement produit par le groupe. L'album est enregistré aux côtés de Stevo « Shotgun » Bruno et Mike Sarkisyan, et mixé par le guitariste Logan Mader. À la recherche d'un second guitariste, ils rencontrent Caleb Bingham qui jouera à quelques reprises avec le groupe, mais qui sera remplacé par Darrell Roberts.
Peu après l'enregistrement de l'album, ils signent avec Firm Music, une branche de The Firm. Le 10 juillet 2007, ils publient un EP, Pre-Emptive Strike exclusivement vendu sur l'iTunes Store américain. Le single-titre de l'album, The Bleeding, est publié le 13 juillet 2007. The Way of the Fist est publié le 31 juillet 2007 ; l'album atteint la 199e place du classement Billboard 200 et est certifié disque d'or par la RIAA en 2011.
Du 30 juillet au 2 septembre 2007, le groupe participe à sa première grande tournée au Family Values Tour de Korn. Ils les soutiennent également lors de la partie nord-américaine de la tournée Bitch We Have a Problem Tour du 22 septembre au 27 octobre 2007. Ils jouent aux côtés de Chimaira et All That Remains entre janvier et mars 2008, mais sont forcés d'annuler à cause de leur chanteur Moody. Il se rétablit complètement de ses problèmes aux cordes vocales et le groupe se lance à nouveau dans la tournée. Ils jouent avec Disturbed à la tournée américaine Indestructible entre avril et mai 2008.
The Way of the Fist est réédité le 13 mai 2008, avec trois morceaux bonus. L'un des morceaux bonus, Never Enough est publié comme deuxième single extrait de l'album le 15 juillet 2008. Plus tard la même année, ils participent au Mayhem Festival sur le Jägermeister Stage. Le troisième single extrait de The Way of the Fist, Stranger Than Fiction est publié le 17 septembre 2008. The Way of the Fist est publié au label Spinefarm Records au Canada le 4 novembre 2008, et le 19 janvier 2009 en Europe. En janvier 2009, Darrell Roberts quitte le groupe et est remplacé par le guitariste Jason Hook. Ils terminent en soutien à leur album en jouant au Download Festival.

### War Is The Answer(2009–2011)

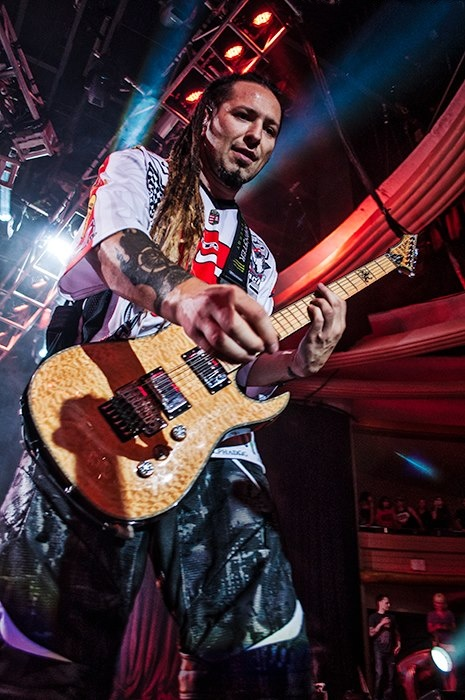
Zoltan Bathory en 2012.

Le deuxième album du groupe, War Is the Answer sort en mai 2009, est coproduit par le producteur Kevin Churko et mixé par Randy Staub (Metallica, Stone Sour, Nickelback). L'album atteint la septième place du classement Billboard 200 et est certifié disque d'or par la RIAA. La presse rock applaudit la fraîcheur des riffs, et encore une fois le travail de Moody au chant est souligné. Le premier single extrait de l'album, Hard to See, est publié le 21 juillet 2009. Pour la promotion de War Is the Answer, Five Finger Death Punch se lance dans la tournée américaine The Shock and Raw. Ils jouent aux côtés de Shadows Fall, Otep et 2Cents.
Le deuxième single de War Is the Answer, Walk Away, est publié le 2 novembre 2009. L'album présente également deux singles que sont Dying Breed, publié le 19 novembre 2009, et No One Gets Left Behind, publié le 8 mars 2010. En mars 2010, Five Finger Death Punch part jusqu'en Irak et joue 10 concerts pour les troupes américaines. La reprise de Bad Company du groupe homonyme devient le cinquième single extrait de l'album War Is the Answer, publié le 17 mai 2010. En chemin pour le Rock am Ring et le Rock im Park, Zoltan Bathory, Matt Snell et Jeremy Spencer sont appréhendés à la suite d'un malentendu par la police allemande qui les soupçonne de détention illégale d'armes. Le malentendu étant levé, ils sont libérés et font leur apparition comme prévu au Rock im Park le 4 juin et au Rock am Ring le 6 juin 2010.
Five Finger Death Punch joue également au Maurice Jones Main Stage lors du Download Festival le 12 juin 2010. Pendant la chanson Dying Breed, leur set est interrompu à cause d'un public devenu trop affluent et incontrôlable sur scène. Ils parviennent à peine à jouer leur dernière chanson, The Bleeding. Ils jouent ensuite au Mayhem Festival avec Korn, Rob Zombie et Lamb of God entre le 10 juillet et le 14 août 2010. Le 17 août 2010, ils jouent les chansons Bad Company et Hard to See dans l'émission sur ABC, le Jimmy Kimmel Live!. Le 16 septembre 2010, le groupe publie le sixième single extrait de War Is the Answer, Far from Home. Ils soutiennent Godsmack lors de leur tournée The Oracle 2010 du 3 octobre au 4 novembre 2010,.

### American Capitalist(2011–2013)

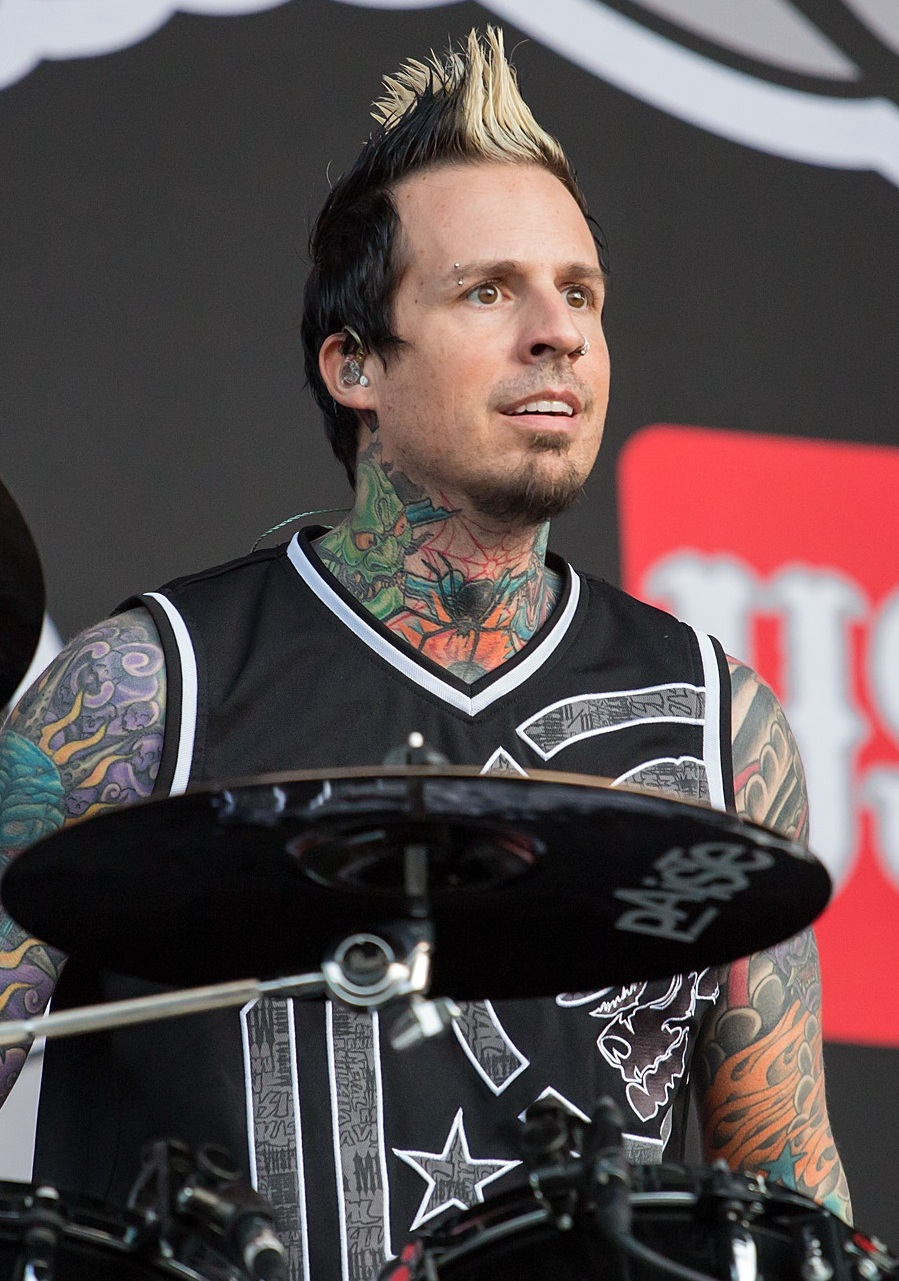
Jeremy Spencer en 2014.

Le groupe commence l'enregistrement de son troisième album, American Capitalist, en novembre 2010 au Hideout Studio de Las Vegas, dans le Nevada. L'album est publié le 11 octobre 2011, il a été produit par Kevin Churko comme le précédent opus, War Is the Answer. En avril 2011, le groupe annonce le départ du bassiste Matt Snell en décembre 2010 et son remplacement en juin 2011 par Chris Kael. Le premier single extrait d'American Capitalist, intitulé Under and Over It, est publié le 27 juillet 2011. En soutien à l'album, Five Finger Death Punch lance la tournée Share the Welt entre le 16 octobre et le 14 décembre 2011 avec All That Remains, Hatebreed et Rains et annonce la tournée Furious and Deadly entre le 23 mars et le 12 avril 2012 avec Soulfly, Windowpane et Persist. La chanson Back For More est incluse dans le jeu vidéo Madden NFL 12. Back for More est publié en format numérique le 13 septembre 2011. Remember Everything est publié comme deuxième single de American Capitalist en novembre 2011, accompagné d'un clip vidéo en février 2012. Coming Down est publié comme troisième single de American Capitalist en avril 2012 avec un clip vidéo réalisé par Nick Peterson en juin 2012. La chanson remporte l'Independent Music Award en 2013 dans la catégorie « meilleure chanson metal/hardcore »
Du 13 juillet et le 28 août 2012, Five Finger Death Punch participe au Trespass America Festival avec Battlecross, God Forbid, Emmure, Pop Evil, Trivium et Killswitch Engage.

### Got Your Six(2013–2017)
Le 15 février 2013, Five Finger Death Punch annonce travailler sur un nouvel album. Le 28 février, le groupe poste une photo sur Facebook d'Ivan, leur dernier membre actif sur l'album. Le 12 décembre 2013, Five Finger Death Punch révèle un sixième album, prévu pour 2015.
Le 14 janvier 2015, Five Finger Death Punch annonce une tournée américaine entre le 25 avril et le 9 mai 2015, et annonce leur retour en studio pour fin 2015. Le 2 mai 2015, le groupe publie une bande-annonce de leur chanson Ain't My Last Dance. Ils annoncent aussi le titre de leur nouvel album, Got Your Six, prévu pour une sortie en août 2015. Le 19 mai 2015, le groupe annonce une tournée avec Papa Roach,. En juin 2017, ils sont présents au Download festival Paris (à Bretigny-sur-Orge pour la 2e édition du festival en France) ; il s'agit de la dernière date avec Ivan. L Moody avant d'annoncer un break du chanteur. Ils étaient également en France au Hellfest avec au chant Tommy Vext, chanteur de Bad Wolves et ami proche du groupe.
En 2017 Digging my Own Grave, extrait de l'album de 2015 Got your Six, est présent sur la bande originale du film Awaking the Zodiac. Fin d'année 2017, Five finger death punch fait son retour en France avec une seule et unique date à l'Olympia qui fut très rapidement Sold Out, pour cause le retour de son chanteur Ivan. Celui-ci a su se faire pardonner de ses débordements et de son absence, Ivan débarqua alors sur scène plein de bonnes résolutions, d'excuses envers les fans et ayant retrouvé la voix de ses débuts.

### Procès:And Justice for None(2018-2020)
Le 18 mai 2018, Five Finger Death Punch sort son nouvel album And Justice for None (en), composé de 13 morceaux pour la version classique, et trois morceaux bonus pour la version deluxe. Le titre de l'album fait référence aux précédents problèmes qu'a rencontrés le groupe, c'est-à-dire avec leur label, Prospect Park. En effet, le PDG de la maison de disques, Jeff Kwatinetz, a déposé une plainte contre le groupe, lequel prend cette réaction comme une pression afin de produire de futurs albums étant donné que le contrat arrive à sa fin et souligne le fait que cette plainte a été apportée sans un seul fondement. La raison pour laquelle cela en est arrivé là serait que le groupe ne se sentait pas prêt à réaliser un nouvel album longue-durée ainsi qu'une compilation de leurs plus grands succès. L'état du chanteur Ivan Moody ne jouait pas en faveur du groupe, duquel pensait Jeff Kwatinetz qu'il allait conduire le groupe à sa perte en préférant encaisser plutôt qu'aller de l'avant ; mais par le soutien de ses proches et de ses collègues, il sut se reprendre en main à l'aide d'une cure de désintoxication. Le groupe répond face à cela que Prospect Park n'a apporté aucun signe de soutien à Ivan Moody et a préféré continuer les albums et les tournées. Le groupe conteste la récession de leur popularité en affirmant au contraire que chaque dernier album s'est mieux vendu que le précédent. Five Finger Death Punch ne compte pas s'en arrêter là et a évoqué une plainte réciproque qu'il s'apprêtait à déposer, tout en espérant que le label cessera ses pressions.
Le titre est une reformulation d'une partie du serment d'allégeance au drapeau des États-Unis : « [...] and justice for all. » (et justice pour tous), de laquelle all a été remplacé par none, « personne ».
Une autre interprétation pourrait être celle d'une seconde référence, à l'album de Metallica de 1988, « ... And Justice For All », reprenant lui aussi le serment d'allégeance au drapeau des États-Unis.
En 2019, le batteur du groupe depuis sa création, Jeremy Spencer, annonce son départ. En effet, il souffre du dos et a d'ores et déjà subi deux opérations du dos. Ainsi, il déclare: 

« J’ai commencé à jouer à l’âge de six ans, et je m’estime chanceux d’avoir eu la condition physique nécessaire pour faire, pendant plusieurs décennies, ce que j’aime le plus : jouer de la batterie. Cependant, à cause de l’usure physique et de graves déchirures, j’en suis arrivé à un point où je ne me sens plus capable de produire une prestation qui me procure de la satisfaction ou de la joie. Le groupe mérite de trouver quelqu’un qui a l’énergie et la flamme pour pouvoir livrer une performance à la hauteur des attentes des fans. Je souhaite le meilleur à mes frères de la Death Punch family et j‘encourage nos fans à soutenir la personne qui me remplacera. J’ai passé les plus belles années de ma vie grâce à vous. Merci d’avoir fait de ce rêve une réalité. Sachez que je vous serai éternellement reconnaissant. »

.
Le nouveau batteur du groupe, Charlie Engen (en), est officiellement annoncé par le groupe dans le courant de l'année 2019.
Le 1er décembre 2019 paraît la première compilation récapitulant la carrière du groupe. Elle comporte deux inédits, Trouble et Gone Away. Ce dernier, reprise de The Offspring, bénéficie d'un clip le 22 décembre. Le groupe se produit en tête d'affiche à l'Olympia (Paris) le 4 décembre, avec In Flames et Of Mice and Men en premières parties,.

### F8(depuis 2020)
Le 28 février 2020, le groupe publie un nouvel album, intitulé F8. Enregistré entre mai et octobre 2019, le guitariste fondateur Zoltan Bathory considère cet album comme étant la renaissance du groupe. Le 2 décembre 2019, le groupe publie le premier single extrait de ce nouvel album : Inside Out. Il est à noter que c'est le premier album avec Charlie Engen (en) à la batterie, à la suite du départ de Jeremy Spencer en 2019. F8 est entré en huitième position du Billboard 200, en générant 55 000 unités équivalentes à un album lors de sa première semaine de parution.
Après des rumeurs persistantes durant tout l'été, le guitariste Jason Hook, alors en lune de miel à Cabo San Lucas, annonce le 12 octobre dans une vidéo sur son compte Instagram qu'il quitte Five Finger Death Punch. Hook précise alors qu'il ne peut contractuellement en donner les raisons et retire d'ailleurs sa vidéo rapidement.
Dans un communiqué officiel deux jours plus tard, Five Finger Death Punch officialise son nouveau guitariste Andy James, ancien Sacred Mother Tongue et Fields of the Nephilim et youtuber. James avait déjà remplacé Hook sur scène en février après son opération de la vésicule biliaire.

## Membres

### Membres actuels
- Ivan Moody – chant (depuis 2005)
- Zoltan Bathory – guitare (depuis 2005)
- Chris Kael – basse (depuis 2010)
- Charlie Engen – batterie (depuis 2019)
- Andy James – guitare (depuis 2020)

### Anciens membres
- Tommy Vext - chant (2017)
- Caleb Bingham - guitare (2005-2007)
- Darrell Roberts – guitare (2007–2009)
- Matt Snell – basse, chœurs (2005-2010)
- Jeremy Spencer - batterie (2005 - 2019)
- Jason Hook - guitare (2009-2020)

## Discographie
- 2007 : The Way of the Fist
- 2009 : War Is the Answer
- 2011 : American Capitalist
- 2013 : The Wrong Side of Heaven and the Righteous Side of Hell, Volume 1
- 2013 : The Wrong Side of Heaven and the Righteous Side of Hell, Volume 2
- 2015 : Got Your Six
- 2018 : And Justice for None (en)
- 2020 : F8
- 2022 : AfterLife

## Vidéographie

### Clips
- 2007 : The Bleeding, tiré de l'album The Way of the Fist, dirigé par Bradley Scott[75]
- 2008 : Never Enough, tiré de l'album The Way of the Fist, dirigé par Agata Alexander[76]
- 2008 : The Way of the Fist, tiré de l'album The Way of the Fist, dirigé par Sxully Essex[77]
- 2009 : Hard to See, tiré de l'album War Is the Answer, dirigé par Matt Silverman[78]
- 2010 : Bad Company, tiré de l'album War Is the Answer, dirigé par Zoltan Bathory[79]
- 2011 : Under and Over It, tiré de l'album American Capitalist, dirigé par Ethan Emaniquis[80]
- 2012 : Remember Everything, tiré de l'album American Capitalist, dirigé par Emile Levisetti[81]
- 2012 : Coming Down, tiré de l'album American Capitalist, dirigé par Nick Peterson[82]
- 2014 : Wrong Side Of Heaven, tiré de l'album The Wrong Side of Heaven and the Righteous Side of Hell, Volume 1, dirigé par Nick Peterson[83], le clip égraine différentes statistiques sur les vétérans de l'armée américaine (taux de divorce, problèmes post-traumatiques, taux de suicide...) et invite si le visionneur le souhaite à entrer en contact avec les associations d'aide aux vétérans dont une liste est donnée en fin de clip (la liste déroule durant 2 min)
- 2014 : House Of The Rising Sun, tiré de l'album The Wrong Side of Heaven and the Righteous Side of Hell, Volume 2, dirigé par Brian Neal et Zoltan Bathory[84], reprise des Animals, le clip est introduit par un remix du titre You présent sur l'album The Wrong Side of Heaven and the Righteous Side of Hell, Volume 1
- 2015 : Jekyll and Hyde, tiré de l'album Got Your Six, le groupe a tourné le clip par lui-même sans faire appel à un réalisateur[85]
- 2016 : My Nemesis, tiré de l'album Got Your Six, dirigé par Nick Peterson[86]
- 2016 : I Apologize, tiré de l'album Got Your Six, dirigé par Nathan Cox[87]
- 2018 : Gone away[88], tiré de And Justice For None, reprise de "The Offspring", dirigé par Nick Peterson
- 2018 : Sham Pain[89], tiré de l'album And Justice for None, dirigé par Rob Anderson
- 2018 : When the Seasons Change, tiré de l'album And Justice For None, dirigé par Nick Peterson, le clip rend hommage aux officiers de police américains tués en service chaque année
- 2018 : Blue on Black, tiré de l'album And Justice For None, dirigé par Dale "Rage" Resteghini
- 2019 : Blue on Black (second clip pour ce titre), tiré de l'album And Justice For None, avec la participation de Kenny Wayne Shepherd, Brantley Gilbert et Brian May, la vidéo fait la promotion la Gary Sinise Foundation et invite à faire des dons pour les secouristes
- 2019 : Inside Out, tiré de l'album F8, sorti deux semaines après le clip lyric
- 2020 : A Little Bit Off, tiré de l'album F8, réalisé durant le confinement dû au Covid-19
- 2020 : Living The Dream, tiré de l'album F8, réalisé par Nick Peterson
- 2021 : Darkness Settles In, tiré de l'album F8, réalisé par Michael Su
- 2022 : The Tragic Truth, single, réalisé par  Nick Peterson
- 2022 : Times Like These, tiré de l'album AfterLife, retrace le voyage du groupe à travers 26 villes dans 19 pays sur une période d'un mois
- 2022 : Welcome To The Circus, tiré de l'album AfterLife (clip publié après la version lyrique), dirigé par Dale Restigini et Zoltan Bathory
- 2023 : Judgement Day, tiré de l'album AfterLife, dirigé par Nick Peterson

### Clips live
- 2012 : The Pride, tiré de l'album American Capitalist, dirigé par Ethan Emaniquis[90]
- 2013 : Battle Born, tiré de l'album The Wrong Side of Heaven and the Righteous Side of Hell, Volume 2, dirigé par Emile Levisetti[91]
- 2015 : Wash It All Away, tiré de l'album Got Your Six, dirigé par Wayne Isham[92]

### Clips lyriques
- 2013 : Lift Me Up , duo avec Rob Halford, chanteur de Judas Priest
- 2015 : Boots and Blood, tiré de l'album Got Your Six[93], le clip est un assemblage de vidéos montrant différents moment de violence aussi bien physique que psychologique ou verbal, l'ensemble des paroles n'est pas retranscrit (les mots les plus vulgaires) comme le veut d'ordinaire ce genre de vidéos
- 2018 : Blue on Black, reprise de Kenny Wayne Shepherd
- 2019 : Inside Out, tiré de l'album F8
- 2020 : Full Circle, tiré de l'album F8
- 2020 : Living The Dream, tiré de l'album F8
- 2020 : This is War, tiré de l'album F8
- 2020 : Wrong Side of Heaven, version acoustique tirée de l'album The Wrong Side of Heaven and the Righteous Side of Hell - Volume 1
- 2020 : Broken World, tiré de l'album A Decade of Destruction, Vol. 2
- 2021 : I Refuse, tiré de l'album And justice for none
- 2021 : House of the Rising Sun, tiré de l'album The Wrong Side of Heaven and the Righteous Side of Hell, Volume 2, un clip avait déjà été produit sur me même titre en 2014
- 2021 : Walk Away, tiré de l'album A Decade of Destruction Vol. 2
- 2021 : Coming Down
- 2021 : Remember Everything, tiré de l'album American Capitalist
- 2021 : Sham Pain, tiré de l'album And Justice For None
- 2022 : Wash It All Away, tiré de l'album Got Your Six
- 2022 : I Apologize, tiré de l'album Got Your Six
- 2022 : Under and Over It, tiré de l'album American Capitalist
- 2022 : Battle Born, tiré de l'album The Wrong Side Of Heaven And The Righteous Side Of Hell - Volume 2
- 2022 : Brighter Side Of Grey, tiré de l'album F8
- 2022 : AfterLife, tiré de l'album éponyme
- 2022 : IOU, tiré de l'album AfterLife
- 2022 : Welcome To The Circus, tiré de l'album AfterLife
- 2022 : Ashes, tiré de l'album The Way Of The Fist, réalisé par Nick Hipa
- 2022 : Times Like These, tiré de l'album AfterLife
- 2022 : The Pride, tiré de l'album A Decade of Destruction Vol. 2
- 2022 : Cold, tiré de l'album The Wrong Side Of Heaven And The Righteous Side Of Hell - Volume 2, réalisé par Nick Hipa
- 2023 : Darkness Settles In, tiré de l'album F8, publié après le clip du même morceau
- 2023 : A Little Bit Off, tiré de l'album F8, publié 3 ans après le clip du même morceau
- 2023 : Darkness Settles In, tiré de l'album F8
- 2023 : Death Punch Therapy, tiré de l'album F8
- 2023 : Hard To See, tiré de l'album War Is The Answer
- 2023 : Back For More, tiré de l'album American Capitalist
- 2023 : Boots And Blood, tiré de l'album Got Your Six (second clip)
- 2023 : If I Fall, tiré de l'album American Capitalist
- 2023 : Roll Dem Bones, tiré de l'album Afterlife
- 2023 : Thanks For Asking, tiré de l'album Afterlife
- 2023 : Got Your Six, tiré de l'album du même nom, réalisé par Nick Hipa
- 2023 : 100 Ways To Hate, tiré de l'album American Capitalist
- 2023 : No One Gets Left Behind, tiré de l'album War Is The Answer
- 2023 : Meet My Maker, tiré de l'album Got Your Six, réalisé par Nick Hipa
- 2023 : Blood And Tar, tiré de l'album AfterLife
- 2023 : Crossing Over, tiré de l'album War Is The Answer
- 2023 : Anywhere But Here, tiré de l'album The Wrong Side Of Heaven And The Righteous Side Of Hell - Volume 1
- 2023 : M.I.N.E. (End This Way), tiré de l'album The Wrong Side Of Heaven And The Righteous Side Of Hell - Volume 1
- 2023 : The End, tiré de l'album AfterLife
- 2023 : Craddle To The Grave, tiré de l'album The Wrong Side Of Heaven And The Righteous Side Of Hell - Volume 2
- 2023 : Burn MF, tiré de l'album The Wrong Side Of Heaven And The Righteous Side Of Hell - Volume 1, avec la participation de Rob Zombie
- 2023 : Watch You Bleed, tiré de l'album The Wrong Side Of Heaven And The Righteous Side Of Hell - Volume 1
- 2024 : My Heart Lied, tiré de l'album The Wrong Side Of Heaven And The Righteous Side Of Hell - Volume 2
- 2024 : My Nemesis, tiré de l'album Got Your Six
- 2024 : Hell To Pay, tiré de l'album Got Your Six
- 2024 : Question Everything, tiré de l'album Got Your Six
- 2024 : Will The Sun Ever Rise, tiré de l'album And Justice for None
- 2024 : Fake, tiré de l'album And Justice for None
- 2024 : Top Of The World, tiré de l'album And Justice for None
- 2024 : To Be Alone, tiré de l'album F8
- 2025 : Making Monsters, tiré de l'album F8
- 2025 : Mother May I (Tic Toc), tiré de l'album F8